# Yeux en orbite pour un démonstrateur agile
Le programme YODA (Yeux en Orbite pour un Démonstrateur Agile) est un programme du Commandement de l'Espace visant à l'envoi de deux satellites patrouilleurs en orbite géostationnaire, afin d'expérimenter de nouveaux systèmes de défense active pour les satellites militaires français.

## Contexte
Ce programme est prévu dans le cadre de stratégie spatiale de défense de 2019. Il apparait dans un contexte d'augmentation des actes « inamicaux » contre les satellites militaires français, comme par exemple la tentative d'espionnage sur le satellite franco-italien Athena-Fidus par un satellite militaire russe en 2017. D'autres évènements similaires ont eu lieu sur des satellite Syracuse 3 en 2011, 2013 et 2015, sans avoir été immédiatement remarqué par la France. 
YODA ne sera qu'un démonstrateur, et non pas un moyen opérationnel. Il pourra potentiellement rendre un réel service aux armées françaises s'il fonctionne correctement, mais le principal objectif reste d'ouvrir la voie à des satellites véritablement opérationnels à l'horizon 2030. 

## Caractéristiques
Le programme YODA sera constitué de deux nano-satellites. Leurs missions seront de « détecter, identifier, protéger et, le cas échéant, agir». Ils sont développés par le CNES. La société toulousaine Hemeria les fabrique. Ils seront normalement placés en orbite géostationnaire.
Pour l’instant, peu de caractéristiques sont connues sur ces satellites, si ce n'est qu'ils pèseront entre 10 et 20 kg.

## Lancement
Le lancement des deux satellites a pris du retard à cause des difficultés à trouver un lanceur. Le lanceur sélectionné n’a pas encore été publiquement communiqué.
Initialement prévu pour 2023, puis 2024, il est aujourd'hui prévu pour 2025.

## Autres programmes
Le Commandement de l'Espace travaille également sur Lisa-1, un autre petit satellite patrouilleur basé en orbite basse, qui est développé par la start-up U-Space et utiliserait une propulsion électrique. La Direction générale de l'Armement (DGA) charge alors le Commandement de l'Espace de mener une mission de démonstration complémentaire de YODA et nommée TOUTATIS (Test en Orbite d’Utilisation de Techniques d'Action contre les Tentatives d’ingérences Spatiales). Celle-ci repose sur les satellites Lisa-1 et Splinter,.